# 白綾地秋草模様小袖

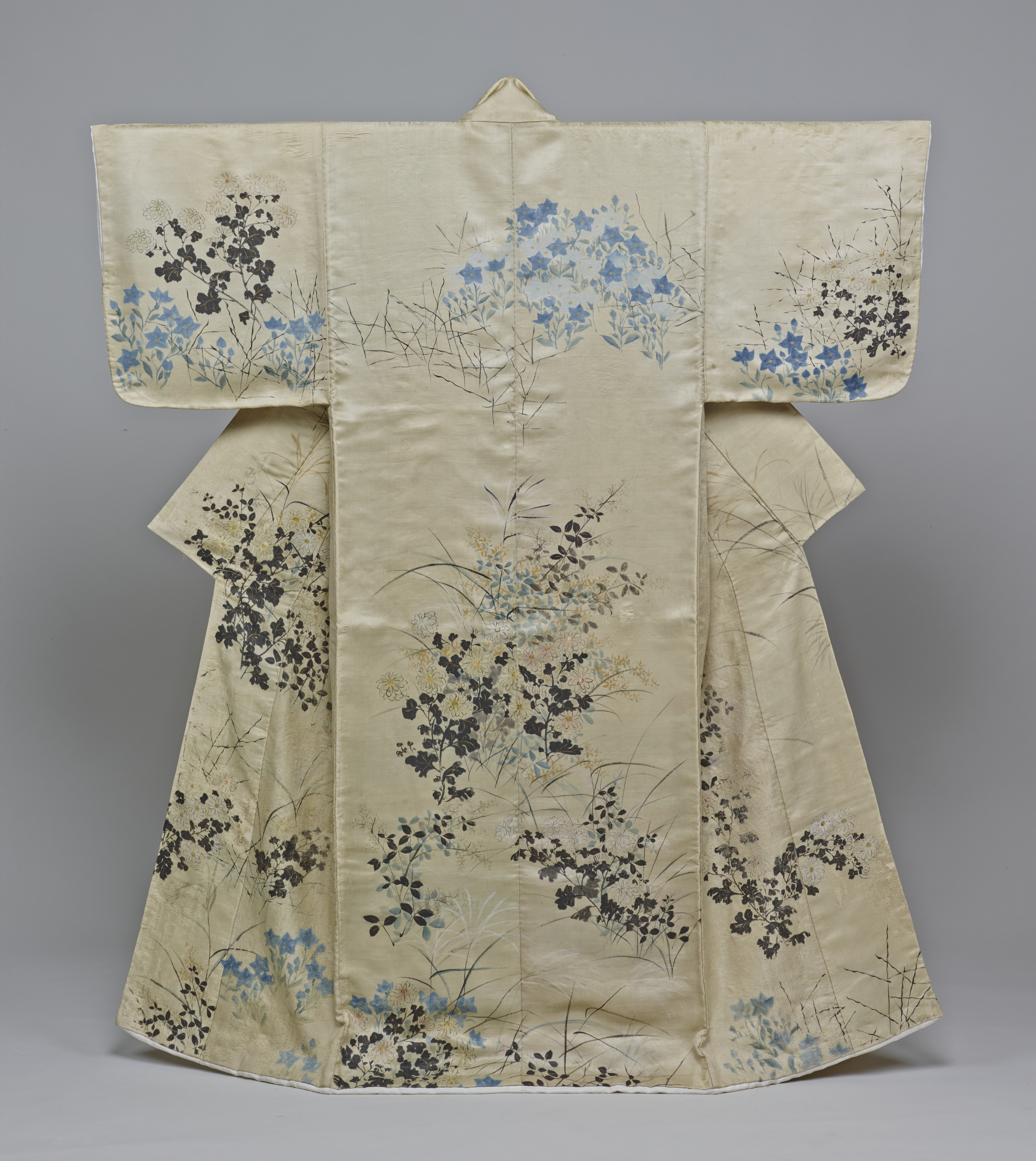
白綾地秋草模様小袖

白綾地秋草模様小袖（しろあやじあきくさもようこそで）は、1704年から翌1705年頃に尾形光琳が後援者であった江戸深川の材木商、冬木弥兵治政卿の妻、だんのために肉筆でデザインした小袖とされている。冬木家当主の妻のために制作され、同家に伝来したことにより「冬木小袖」と呼ばれている。1877年に東京国立博物館の前身に当たる上野の博物館が購入し、現在も東京国立博物館が所蔵している。尾形光琳の特徴を良く現わした作品であり、元禄時代初頭から流行した手書きによるデザインの描絵小袖の数少ない残存例であることが評価され、1974年に重要文化財に指定されている。

## 様式

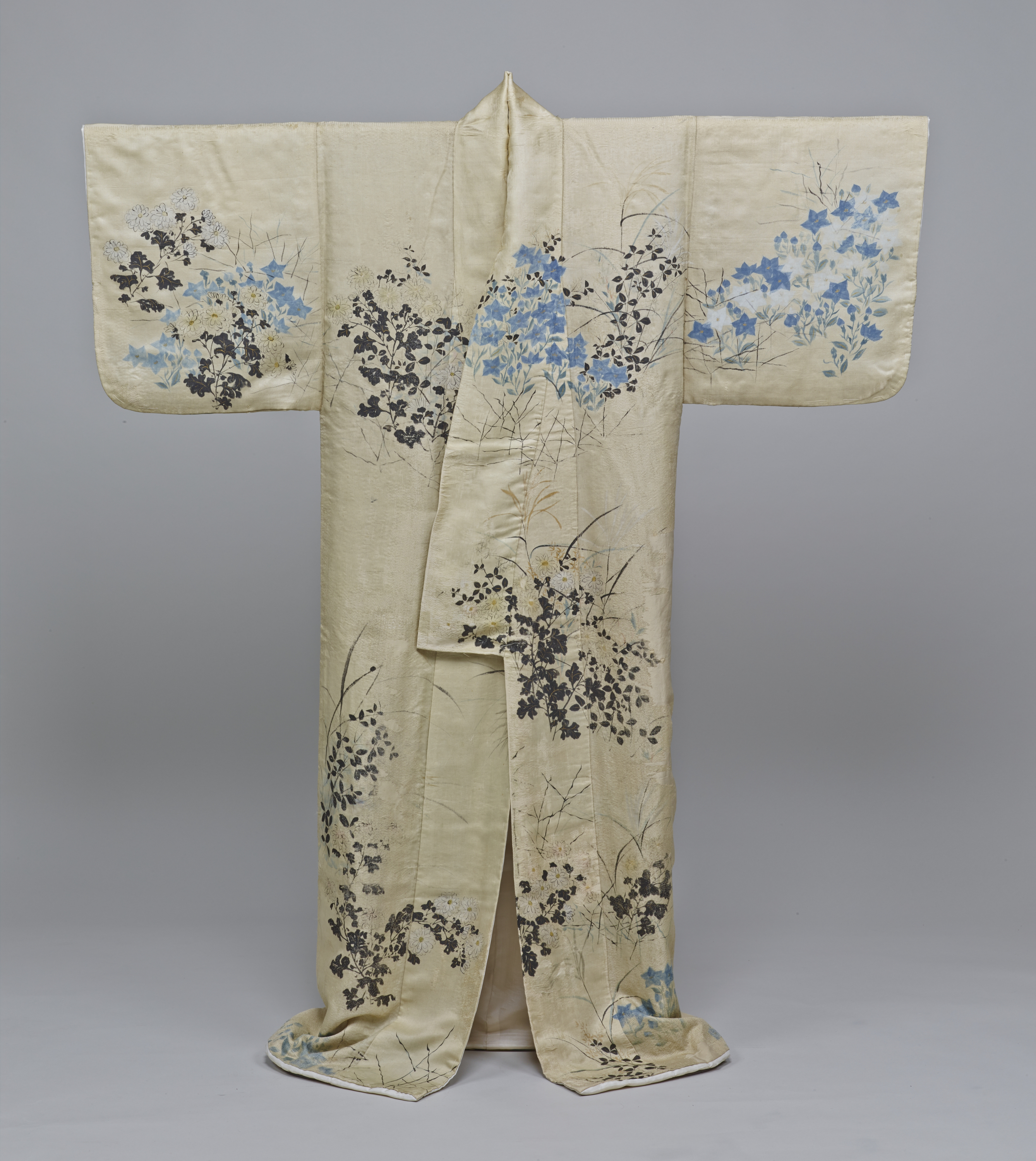
白綾地秋草模様小袖（表）

「白綾地秋草模様小袖」は絹製の綾織の小袖であり、寸法は総丈147.2センチメートル、裄丈（ゆきたけ）65.1センチメートルである。表は綾織の白無垢地に墨と淡彩で秋草模様が描かれ、裏地は白羽二重地であり、表と裏の間には薄い真綿が入れられた小袖仕立てとなっている。なお東京国立博物館の前身である上野の博物館の購入時点では、裏地は無くて表地のみの形であったが、展示可能な状態とするために裏地が付けられたものと考えられている。袖の形態は成人用の留袖である。また「白綾地秋草模様小袖」の背面の右袖と右肩部分の秋草模様が繋がっておらず、左右の袖を入れ替えてみると模様が繋がるため、解体後、左右の袖を誤って仕立て直してしまったものと考えられることから、少なくとも一度は解体され仕立て直されたことがわかる。なお後述のように1838年（天保9年）に「白綾地秋草模様小袖」は模写をされているが、模写は袖が入れ替わった形でなされているため、仕立て直しの際に左右の袖を誤ったのは1838年以前のことと考えられている。
秋草模様は墨と淡彩で描かれている。菊は黄色や淡赤の色合いで描かれ、桔梗は藍色の濃淡で藍色と白の桔梗を描き分けて表現している。菊や萩の葉は輪郭線を用いずに描かれ、ススキやメヒシバは細く速い筆使いで描かれている。そして葉脈や蕊の描写は金泥を用いている。秋草模様の配置の特徴としては、着付けた際に帯を着用する部分には模様が配置されておらず、着物としての実用性を考慮したデザインとなっている。また帯の部分よりも上部である背や袖などはやや秋草の群れを小さめかつ色彩的にも軽く描き、一方、帯よりも下部は秋草の群れを大きめに配し、配色も濃い目とし、前後の模様にも変化を入れていて、全体的にデザインのバランスを取っている。
一方、宝永年間から正徳年間にかけての小袖のデザインは、小袖の背面の左腰付近を余白として、裾から肩にかけて繋がる大柄の模様を描くタイプや、腰の部分を境に上下でモチーフの組み合わせや模様を変えるタイプのものがほとんどであり、同時代の小袖のデザインに準拠していない。そこで実用品の衣服というよりも衣桁にかけて装飾品として使用されたのではとの推測もある。

## 由来

### 雁金屋と尾形光琳
尾形光琳は1658年（万治元年）、京都に生まれた。光琳の実家は雁金屋という有力呉服商であった。呉服商雁金屋は尾形光琳の曽祖父にあたる道柏が創始者であり、徳川秀忠の妻、お江らからの引き立てを受けながら成長した。
雁金屋は道柏の子である宗柏の時代、徳川秀忠とお江の五女である和子が後水尾天皇に1620年（元和6年）の入内後、和子（東福門院）の御用を勤めることになって一躍京都の有力呉服商となった。東福門院関連のファッションは当時の京都での流行の先端を行っており、雁金屋の扱う服飾品は当時のトップモードとしてもてはやされた。東福門院の呉服御用は大口であり、光琳の若年期は経済的に豊かな生活を送ることが出来て、書画、能を嗜んでいた父、宗謙の影響を受け、文化的な素養を身に着けていく。
しかし1678年（延宝8年）に東福門院が亡くなり、雁金屋は大口の取引先を失った。また宗謙は大名貸に手を出し、大名に貸した資金が焦げ付いてしまうようになり雁金屋の経営状態は悪化していく。そのような最中、1687年（貞享4年）、父、宗謙が亡くなり、弟、尾形乾山とともに光琳は父の多くの遺産を手に入れた。

### 光琳の江戸行き
父、宗謙から多くの遺産を引き継いだ光琳は、散財や父から引き継いだ大名貸の焦げ付きのため、急速に遺産を食いつぶしていく。光琳の散財は主に女性関係と二条家など公家らとの交際であった。貸し倒れと遊蕩や交際費で遺産を食いつぶした光琳は、かねてから余技の一環として親しんでいた画業で身を立てていくことになる。光琳は当時主流であった土佐派、 狩野派の画風に飽き足らず、俵屋宗達の画風を学んでいく。
二条家とともに光琳が密接な関係性を築いたのが京都銀座商人の中村内蔵助であった。銀座商人は元禄の吹替えにより多くの利益を得た。中村内蔵助もまた巨万の富を得て、豪奢な生活で知られるようになった。中村内蔵助は光琳に対して銀座の手代格の業務に就けるように取り計らったり、多額の養育費を支給した上で娘を5年間光琳の家庭で養育してもらう契約を結んだりするなど、経済的支援も惜しまなかった。しかし光琳の家計の実情は火の車であり、1703年（元禄16年）には自宅を売りに出し、翌1704年（元禄17年）、自宅を抵当に入れて金を借りざるを得ない状況に追い込まれ、同年10月には江戸の在番勤務となった中村内蔵助を頼るために、光琳は江戸に向かった。
光琳は江戸到着後早々に、中村内蔵助の紹介で勘定奉行の 荻原重秀と知り合うなど、 弘前藩主の 津軽家、姫路藩主の酒井家といった大名家や江戸の豪商のところに出入りするようになった。大名家などからの支援により、京都での生活よりも経済的には安定していたと考えられる。しかし大名家が求めるものは狩野派の画風であり、芸術的には思うように描けないフラストレーションが溜まっていた。大名家に出入りする中で光琳が熱中したのが、大名家に所蔵されていた絵画の模写であった。中でも雪舟、雪村の作品の模写に熱心に取り組んだ。

### 冬木家との繋がり
江戸で尾形光琳に対して支援をしていた人物のひとりが江戸有数の材木商の冬木家3代目の冬木弥平治政卿であった。冬木家は上野国碓氷郡の出自と伝えられており、初代の五郎右衛門直次が江戸へ出て、1654年（承応3年）から南茅場町で材木商を始め、事業開始3年後に発生した明暦の大火の復興需要で発展の足がかりを掴んだとされる。二代目の五郎衛門政親の代になり、1675年（延宝3年）芝金杉の船入堀の新規開削工事を請け負ったことがきっかけで、江戸有数の商家としての地位を確立していく。
尾形光琳と冬木家との関係が、どのようなきっかけで始まったのかについては明らかになっていない。冬木家2代の五郎衛門政親は京都にも業務範囲を広げていて、京都に滞在することもあり、表千家の茶道を嗜むようになった。その茶道繋がりで光琳と知り合ったとの説がある。またやはり商売上の繋がりで中村内蔵助と冬木五郎衛門政親、冬木弥平治政卿は知己の間柄であり、中村内蔵助が光琳と冬木家を結び付けたとの推測もある。
「白綾地秋草模様小袖」は冬木家3代目の冬木弥平治政卿の妻、だんのために光琳が絵筆を振るったものと考えられている。これは冬木弥平治政卿には男子が無く、早くに亡くなった娘が一人居ただけであり、前述のように小袖の形態が成人女性用の留袖であることが根拠となっている。冬木家当主の妻のために描かれ、同家に代々伝えられたため「冬木小袖」、または「光琳小袖」と言われるようになった。なお、尾形光琳が冬木家に寄寓していたのは1704年（宝永元年）から1705年（宝永2年）が有力とされ、「白綾地秋草模様小袖」の制作時期も1704年から翌1705年頃が有力視されている。
冬木家は明治維新頃に多くの所蔵品を手放したとの伝承がある。「白綾地秋草模様小袖」は1877年（明治10年）、東京国立博物館の前身である上野の博物館によって購入された。なお上野の博物館が「白綾地秋草模様小袖」を購入した経緯は明らかになっていない。

### 光琳筆との伝承について
現状の「白綾地秋草模様小袖」には図巻が入った桐箱が付属品として遺されており、桐箱には「秋草模様ふるきぬ 光琳真筆」と書かれている。図巻には「白綾地秋草模様小袖」の文様が谷文晁の弟子である喜多武清により模写されており、喜多による「冬木家蔵光琳真蹟地白ぬめ 天保九戊戌二月」との墨書きがなされている。なお「ぬめ」とは、繻子の組織で織られ、後練で精錬された絖（ぬめ）地の織物という意味である。喜多武清は1838年（天保9年）に模写を行ったことになり、この当時、喜多が冬木家に出入りしていたことは確認されており、「白綾地秋草模様小袖」を実際に冬木家が所蔵していた蓋然性は高い。また図巻には他に住吉派の門人による、「白綾地秋草模様小袖」が尾形光琳の真筆であるとの鑑定書2通が貼付されているが、2通の鑑定書とも鑑定を行った年は記載されていない。
「白綾地秋草模様小袖」には作者による銘も落款も無い。喜多武清の模写は光琳作との伝承を信じれば制作後100年以上後のことになり、鑑定書はそもそも実際に鑑定した年代が不明であり、光琳の真作であるという確証にはならない。
厳密には作者名不詳ではあるが、その作風から「白綾地秋草模様小袖」は尾形光琳の真筆であると言われてきた。まず「白綾地秋草模様小袖」のモチーフである秋草は、1705年（宝永2年）制作の「草花図鑑」の描写と類似している。中で桔梗のにじむような彩色方法に類似性が指摘できる。またサントリー美術館所蔵の「秋草図屏風」とも、モチーフである秋草の萩、菊、ススキの合わせ方、墨の風合いを生かし、菊や萩の葉脈を金泥で描く手法が一致しており、デザインや手法の同一性から光琳の真作説が支持できる。「白綾地秋草模様小袖」が尾形光琳の真筆であるとの見解は、信憑性があるものとして支持されている。

## 小袖と尾形光琳

### 描絵小袖の流行

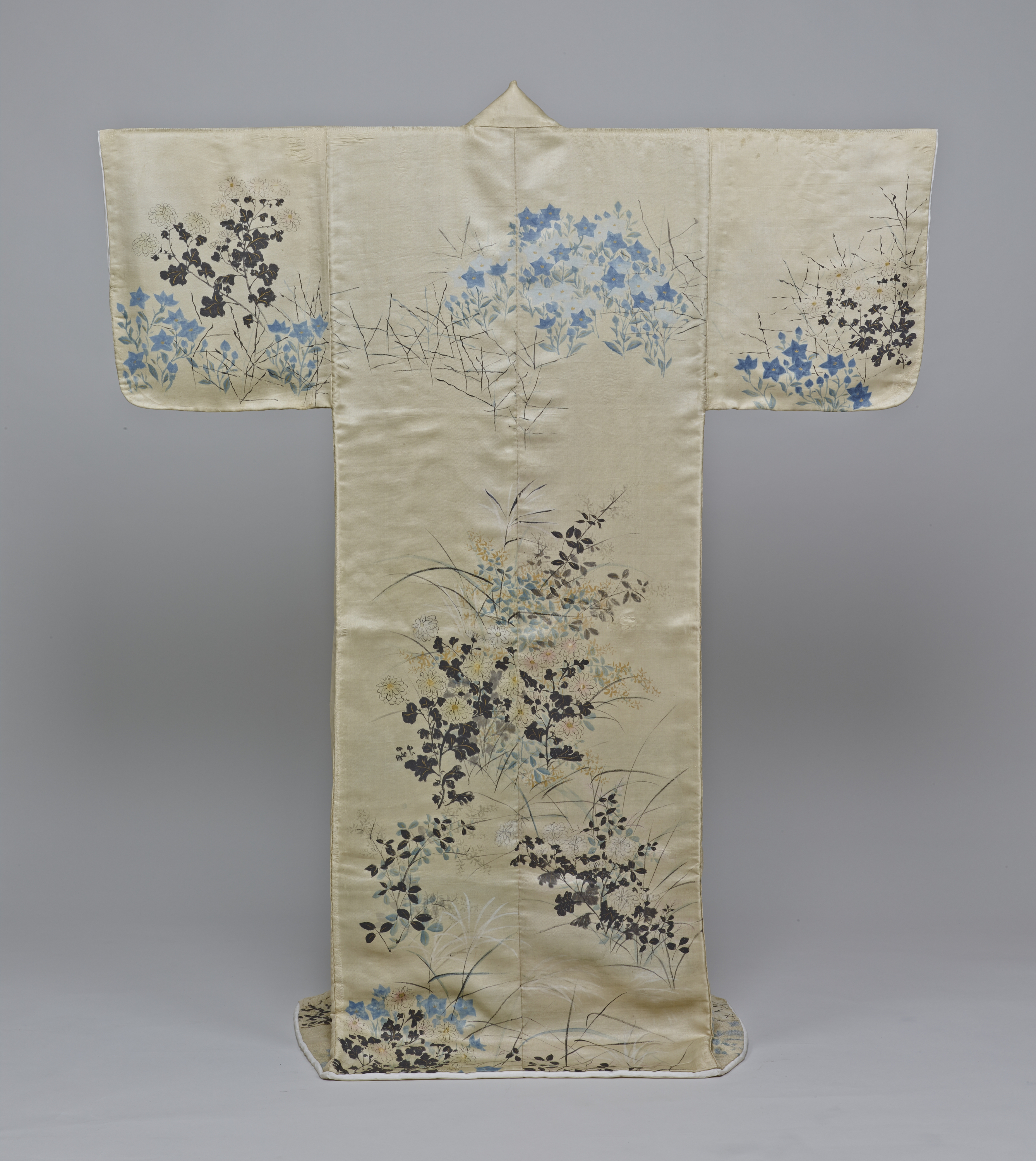
白綾地秋草模様小袖（裏）

衣服に直に模様を描く描絵の手法は古くから行われてきたものである。室町時代に日常着としての地位が確立していく小袖も、まず辻が花と呼ばれる作品中に描絵の技法が見られる。小袖における描絵の技法は安土桃山時代から江戸初期にかけてより洗練されたものとなり、絵画的な要素が強くなっていく。
現実問題として描絵による衣服のデザインの良し悪しは書き手の技量、センスによってほぼ決まってしまう。そこで経済的に余裕がある人たちは著名な画家が描く「描絵小袖」を求めるようになった。 元禄年間以前から、著名な画家が小袖に直接模様を描いていた。例えば井原西鶴の天和、貞享年間の作品には著名な画家によって描絵された衣装を身に纏う富裕な商人や遊女の姿が描写されており、名の通った画家によって描かれた小袖を身に纏うことは、富裕な商人や遊女たちにとって一種のステイタスシンボルであったと考えられる。一方、著名な画家に描いてもらえるほどの財力が無い人たちは、呉服屋に職人が絵柄を描いた描絵小袖を注文し、着用していたと考えられる。元禄年間頃には墨絵による描絵小袖を集めた本が出版され、描絵小袖を売り出すことによって成功した例も現れた。
尾形光琳もまた、世話になった人たちからの特別注文の形で小袖に模様を描いていたと考えられる。同時代の史料としては、1699年（元禄12年）に刊行された浮世草子「好色文伝授」の中に、
と、光琳に白繻子地の着物に墨で松の絵を描いてもらったことが記されている。また尾形光琳筆の小袖としては「白綾地秋草模様小袖」の他、小袖地を屏風に貼り付けた畠山美術館所蔵の「白梅模様小袖貼付屏風」がある。その他にも尾形光琳筆と伝えられる小袖の一部を貼った掛け軸などが遺されていると言われているが、白綾地秋草模様小袖以外で光琳真筆の小袖と判断できるものは、「白梅模様小袖貼付屏風」のみとされる。

### 光琳模様と尾形光琳
尾形光琳流のデザインは後世まで絵画や工芸品に使用されていくことになり、その源流となったものが正徳から享保年間以降、小袖のデザインとして流行した「光琳模様」である。前述のように尾形光琳は京都の呉服商の家に生まれた。しかし光琳筆の小袖のデザインはほとんど遺されておらず、光琳自身が小袖のデザインに携わった形跡はほぼ見られない。一方、蒔絵や金工、団扇などの工芸品のデザインは多く遺されており、また弟、尾形乾山作の陶器の下絵も相当数描いていることが確認できる。つまり呉服商の家に生まれながら、光琳自身は小袖のデザインを意図的に避けていたと推定されている。
尾形光琳が小袖のデザインに手を出そうとしなかった理由としては、小袖などの染織は模様の配置等に様々な決まりがあって、自由に描きたいとの願望が強い光琳にとって、そのような決まりごとに則って制作することに耐えられなかったとの推測や、職人たちによる分業で制作されていく小袖と、絵画など美術制作とではその過程が全く異なるため、一般消費者向けの小袖の制作には手を伸ばさなかったのではとの説がある。光琳としては「白綾地秋草模様小袖」の制作は、小袖の柄のデザイン制作というよりも小袖をキャンバスとして絵画を制作する意識で描いたものと考えられている。

## 評価
美術史家の西本周子は、「白綾地秋草模様小袖」の深い奥行きがある秋草描写は俵屋宗達から、そしてススキの葉に見られる墨による速くかつ鋭い描写は、江戸在住時に模写に努めた雪舟らの水墨画から学んだものであると指摘している。そして奥行きのあるしっとりとした画面をかき乱すかのような速くかつ鋭く激しさのある描写は、大名家などの支援を受けていた江戸在住時、思うような創作が叶わずに屈折した思いを抱えていた光琳の胸中を吐き出したものであると評価している。
やはり美術史家の仲町啓子は、ススキの葉の細く鋭い線や、濃い墨色で描かれた菊の葉は、すっきりとして洒落た感じの秋草に、凛とした格調を加えていると評価している。山根有三は、40歳頃の作品と推定される「秋草図屏風」が、優美な曲線的な描写で統一されていたものが、「白綾地秋草模様小袖」では速くかつ厳しく描かれた、触れると手が切れそうなススキの葉の描写や、染み入るような桔梗の彩色など、自然の本質を的確に引き出して風情に満ちた世界を描いており、光琳の絵画の特徴が深化した形で現れた作品であるとした。
一方、水尾比呂志は「白綾地秋草模様小袖」が衣装のデザインとして無理がなく、急所を押さえたものであると評価した上で、草花の図柄は平安時代から使い古されたものであり、その使い古されたモチーフを単純な自然描写として描き通そうとした結果、光琳作の絵の中では成功した作品とは言えず、衣装の模様としても力強さに欠けたものになったと評価した。
また水尾は「白綾地秋草模様小袖」のような手書きの描絵小袖によって、新興商人たちに対して、没落していった光琳の実家である雁金屋のような旧家の町衆たちの矜持や光琳自身の反俗性を示そうとしたのではないかとの見方もしている、そして支配者である武士に対して町人の意地のようなものを示そうとしたのではないかとの推測もある。
基本的には小袖のデザインには手をつけようとはしなかった尾形光琳であったが、呉服店に生まれた光琳は工芸の手法を絵画に取り入れており、「白綾地秋草模様小袖」のような描絵小袖の他、蒔絵など工芸作品を遺している。「光琳模様」の代表的なモチーフのひとつは秋草模様であり、「光琳模様」は白綾地秋草模様小袖をはじめ尾形光琳自筆の描絵小袖のモチーフを流用するところから始まったとの推測もなされている。
また「白綾地秋草模様小袖」の桔梗の花の藍色の色合いが優れている点や帯の部分には模様を配置しなかったところ、そして二次元の平面に描く絵画の才能に加え、着付けた際の状況を想定しながら制作するような三次元的な空間把握に優れていた点は、呉服屋に生まれた光琳が会得していた技量であるとの指摘がある。ところで尾形光琳から大きな影響を受けた酒井抱一が小袖に描いた「白絖地梅樹下草模様小袖」は、小袖のデザインとしては不自然な点や無理がある点が指摘されており、「白綾地秋草模様小袖」以上に絵画的な要素が強く、呉服屋の息子であった光琳とは異なり、武士であった酒井抱一にとって小袖の描絵はやはりハードルが高かったのではとの指摘がなされている。
「白綾地秋草模様小袖」は尾形光琳の特徴を良く現わした作品であり、また元禄年間初頭から流行した描絵小袖の数少ない残存例であることが評価され、1974年（昭和49年）6月8日、重要文化財に指定された。

## もうひとつの冬木小袖
MOA美術館には東京国立博物館のものと図柄が瓜二つの「白絖地秋草模様小袖」が所蔵されている。東京国立博物館のものは綾織であるが、MOA美術館の方は絖地であるところが異なる。また「白絖地秋草模様小袖」も仕立て直しが行われており、こちらは左袖の前後を逆にして仕立て直されてしまったため、左袖の丸みの跡が内側に確認できる。
同一の柄の小袖が2つある理由として、尾形光琳が複数制作をした可能性は低い。これは光琳の作品で類似したモチーフのものは存在するものの、同一のものは確認されておらず、その一方で俵屋宗達、尾形光琳、酒井抱一のように同系統の流派を引きついでいるとされる作家の間では、同じ作品を写している例が確認されており、「白綾地秋草模様小袖」もまた、尾形光琳の作風の継承をアピールする目的で光琳以降の作家によって複製されたものと考えられている。これは当時「白綾地秋草模様小袖」が光琳の主要な作品の一つであると見なされていたことを示している。
東京国立博物館蔵の「白綾地秋草模様小袖」と、MOA美術館蔵の「白絖地秋草模様小袖」の、どちらが光琳の真作であるかという点については、前述のように東京国立博物館蔵の「白綾地秋草模様小袖」は1838年（天保9年）以前の仕立て直しの際に、左右の袖が逆になってしまったと推定されているが、「白絖地秋草模様小袖」はその仕立て直し後の左右の袖が逆になった時点の模様となっている。つまり本来の袖と左右が入れ替わった「白綾地秋草模様小袖」を複製したものが「白絖地秋草模様小袖」であるという結論となる。そして「白綾地秋草模様小袖」とは異なる絖地であることから、喜多武清が模写した際の「白ぬめ」の記述に従って、白絖地の小袖に模写を行ったと推定される。

## 修復について
前述のように「白綾地秋草模様小袖」は1877年に東京国立博物館の前身である上野の博物館によって購入された時点では、裏地が無くて表のみの状態であったが、その後、展示の便宜を考慮して裏地が付けられたものと考えられている。しかし裏地を付け、改めて着物の形に仕立てられた際に、太目の白い糸であたかも刺し子のように表裏が縫い付けられたため、尾形光琳の描絵を見えにくくしている上、縫い糸が制作後300年以上経過して弱くなった絹の布地を痛めていた。
1965年（昭和40年）に、「白綾地秋草模様小袖」は修復作業を受けている。この時点では染織品の文化財の本格的な修復事業が始められてからまだ日が浅く、当時最良と判断されていた方法で行われた。具体的には表地と裏地を引き解いて、裏打ち用の布を極細の糸で表地に縫い付けた後、裏地を付け直した。
「白綾地秋草模様小袖」の状況は展示にはまだ耐えられるものの、今後とも保存し、後世に継承していくために早急に修理が必要であると判断され、2021年1月より本格的な修理が開始された。修理はまず「白綾地秋草模様小袖」の損傷状態、過去に行われた修理の状況についての把握から始められ、把握された状況をもとに具体的な修理の方向性が決められた。
修理の方向性が決定された後、解体作業が進められた。解体時、将来行われるであろう修理の際の参考資料とすべく、解体の状況のみならず、これまでの修理の際に用いられた修理の跡や糸などは丁寧に記録保存された。なお、この解体作業中に裾の縫い代部分にも光琳筆の描絵があったことが判明した。これは明治時代に東京国立博物館の前身が購入後、改めて着物に仕立てる際にやむを得ず縫い代部分にしたと考えられる。その後、染織品であるとともに尾形光琳筆の絵画作品としての重要性も考慮しながら、保存、そして鑑賞性の観点から折り目などに発生した皺伸ばし、脆弱化した部分の補強、裏打ちなどを進めていった。
保存、補強作業の終了後、仕立て直しの作業へと進められた。仕立て直しは新たに針穴を開けることによる劣化箇所を増やさぬよう、これまでの針穴を再利用する形で行われた。裏地はこれまでのものは表地との相性が悪く、表地の保存に悪影響を与えていたことが指摘され、新調されることになった。新調した裏地は、「白綾地秋草模様小袖」制作当時の文献資料や小袖を参考に、ベニバナで染めた薄手の平織である平絹、紅絹（もみ）となった。2023年3月に2年3か月に及ぶ修理は完了し、折り畳みの負担軽減を考慮して、袖のみを畳んだ形で収納する中性紙製の保存箱に入れ、保存されることになった。

### 寄付金募集と初音ミクとのコラボ
東京国立博物館と独立行政法人文化財活用機構文化財活用センターは、2020年1月より修復費用の寄附、支援を募る、〈冬木小袖〉修理プロジェクトを立ち上げた。寄付は目標金額1500万円を上回る1645万円あまりを集め、2021年末に終了した。
また〈冬木小袖〉修理プロジェクトの一環として、クリプトン・フューチャー・メディアと共同で、初音ミクと「白綾地秋草模様小袖」とのコラボレーション、「〈冬木小袖〉ミク」が制作された。「〈冬木小袖〉ミク」のデザインは森倉円が担当し、初音ミクの16歳の設定に合わせ、「白綾地秋草模様小袖」を若い女性らしく振袖姿にアレンジした形でデザインした。「〈冬木小袖〉ミク」のキービジュアルは東京国立博物館の大階段が舞台として選ばれ、「〈冬木小袖〉ミク」が東京国立博物館の大階段に降り立ったイメージとなった。「〈冬木小袖〉ミク」のキービジュアルについては、大日本印刷、グッドスマイルカンパニー、東洋レコーディング、不二家がコラボレーショングッズを販売した。これらのグッズ販売収益の一部は、「白綾地秋草模様小袖」の修理費用に充てられた。
またやはり〈冬木小袖〉修理プロジェクトの一環として、プロジェクトの存在をより多くの人たちに知らせていくことを目的として、ゲームソフト『あつまれ どうぶつの森』内の「マイデザイン」として、「白綾地秋草模様小袖」をモデルとした「ふゆきなこそで」が公開された。プレイヤーはゲーム内で「ふゆきなこそで」を着ながら楽しむことが出来る。